# Albatross Island
Albatross Island è un'isola dell'Hunter Island Group nello stretto di Bass, in Tasmania (Australia). L'isola appartiene alla municipalità di Circular Head.

## Geografia
Albatross è situata 12 km a nord-ovest di Hunter Island e si trova tra la Tasmania e King Island. L'isola ha una superficie di 0,018 km².

### Fauna
L'isola fa parte della  Albatross Island and Black Pyramid Rock Important Bird Area (IBA), per la sua colonia riproduttiva di albatro cauto (5000 coppie). Ci sono solo tre località di nidificazione di albatro cauto nel mondo, tutte in Tasmania: su Mewstone, su Pedra Branca e su Albatross. Su Black Pyramid Rock c'è la maggiore colonia riproduttiva di sula australiana (circa 12 500 coppie).
È presente inoltre su Albatross Island il pinguino minore blu, la berta codacorta (circa 2000 coppie), il prione fatato (circa 20 000 coppie), il gabbiano del Pacifico, il gabbiano australiano e la beccaccia di mare fuligginosa.  Una coppia di aquile pescatrici panciabianca di solito annida lì ogni anno. L'isola è regolarmente visitata dall'otaria orsina del Capo e dall'otaria orsina meridionale. I rettili comprendono il Niveoscincus metallicus e il Niveoscincus pretiosus.